# Edmond FitzAlan (chevalier)
Pour les articles homonymes, voir Edmond FitzAlan.
Edmond FitzAlan (1326 – avant février 1382) est un membre de la noblesse anglaise du XIVe siècle.

## Biographie
Né fin 1326, Edmond FitzAlan est le seul enfant de Richard FitzAlan et d'Isabelle le Despenser. Sa naissance a lieu dans un contexte difficile : en effet, associés au régime despotique du roi Édouard II, ses grands-pères Edmond FitzAlan, 2e comte d'Arundel, et Hugues le Despenser sont exécutés à l'automne 1326 au cours de la chute du pouvoir d'Édouard II, tandis que sa grand-mère maternelle Éléonore de Clare est incarcérée sur ordre d'Isabelle de France et de Roger Mortimer, les régents du nouveau roi Édouard III. Ce n'est qu'après la chute des régents d'Édouard III que Richard FitzAlan est restauré dans les titres et possessions de son père en 1331.
Toutefois, son mariage avec la fille d'un homme mis à mort pour haute trahison et sa liaison adultérine avec Éléonore de Lancastre poussent Richard FitzAlan à demander l'annulation de cette union, au motif que le couple a été « contraint [...] à cohabiter, de sorte qu'un fils est né », bien que les conjoints aient « expressément renoncé » à leurs vœux conjugaux à la puberté, ayant été contraints dans leur enfance à les contracter « par peur de leurs proches ». L'annulation est prononcée le 4 décembre 1344 par le pape Clément VI, délégitimant ainsi leur fils Edmond. Remarié dès le 5 février 1345 avec sa maîtresse, Richard FitzAlan remet en compensation à son ancienne épouse six manoirs dans l'Essex, mais aucune compensation ne semble être réalisée pour leur fils Edmond.
Malgré les protestations adressées par le jeune Edmond FitzAlan auprès de la cour papale en 1347, sa délégitimation est confirmée et il est déshérité de l'héritage de son père au profit de son demi-frère Richard, né d'Éléonore de Lancastre. Sa situation ne l'empêche toutefois pas de réaliser vers 1347 un mariage avantageux avec Sibyl Montagu, l'une des filles de William Montagu, 1er comte de Salisbury et proche compagnon d'armes d'Édouard III. Cette union a probablement été arrangée par son oncle maternel Hugues le Despenser, 1er baron le Despenser, qui est marié à Elizabeth Montagu, la sœur de Sibyl. En outre, Edmond FitzAlan est adoubé avant 1352 par Édouard III. En 1368, il est chargé par le pape Urbain V « de communiquer au roi Édouard [III] l'état actuel de l'Église romaine en Italie » et figure sans doute au sein de la retenue de son cousin Édouard le Despenser, qui se rend alors en Italie pour assister aux noces de Lionel d'Anvers avec Violante Visconti.
Malade, Richard FitzAlan rédige son testament le 5 décembre 1375 et ne laisse aucun bien à son fils Edmond, qu'il désigne comme « un certain Edmond qui se prétend être mon fils ». Après sa mort le 14 janvier 1376, l'essentiel de ses titres et biens est hérité par son fils Richard. En novembre 1377, ce dernier se plaint que son demi-frère a attaqué et pillé les manoirs d'Essex que détenait sa mère Isabelle le Despenser, décédée avant 1369. Il est probable qu'Edmond FitzAlan ait considéré ces propriétés comme les siennes après le décès de son père. Il est alors incarcéré à la Tour de Londres, mais il est rapidement libéré après que son beau-frère John Montagu, 1er baron Montagu, et Guy de Bryan, 1er baron Bryan, aient prié le roi Richard II de le libérer. Edmond FitzAlan meurt peu avant février 1382, date à laquelle deux de ses filles et son petit-fils tentent sans succès de poursuivre en justice leur oncle et grand-oncle Richard au sujet d'une querelle concernant certaines possessions situées dans le Sussex.

## Descendance
De son mariage avec Sibyl Montagu, Edmond FitzAlan a trois filles :
- Katherine FitzAlan (? – avant février 1382), épouse Robert Deincourt ;
- Elizabeth FitzAlan (? – avant mars 1386), épouse Leonard Carew, puis John Meriet ;
- Philippa FitzAlan (? – 13 septembre 1399), épouse Richard Sergeaux, puis John Cornwall.